# Grammy Latino de 2014
A 15.ª edição anual do Grammy Latino foi realizada em 20 de novembro de 2014 no MGM Grand Garden Arena em Paradise. Esta foi a primeira vez que o Grammy Latino foi realizado neste local. A transmissão foi realizada pela rede Univision. As indicações foram anunciadas em 24 de setembro de 2014. O músico porto-riquenho Eduardo Cabra liderou as indicações, com 10 no total. Joan Manuel Serrat foi homenageado como Personalidade do Ano da Academia Latina da Gravação em 19 de novembro, um dia antes da cerimônia de premiação do Grammy Latino.

## Vencedores e indicados
Os vencedores estão listados em primeiro e destacados em negrito.

### Geral
Gravação do Ano
Jorge Drexler Part. Ana Tijoux — "Universos Paralelos"
- Pablo Alborán Part. Jesse & Joy — "Dónde está el Amor"
- Marc Anthony — "Cambio de Piel"
- Calle 13 — "Respira el Momento"
- Camila — "Decidiste Dejarme"
- Luis Fonsi Part. Juan Luis Guerra — "Llegaste Tú"
- Enrique Iglesias Part. Descemer Bueno e Gente de Zona — "Bailando"
- Prince Royce — "Darte un Beso"
- Carlos Vives Part. Marc Anthony — "Cuando Nos Volvamos a Encontrar"
- Carlos Vives Part. ChocQuibTown — "El Mar de Sus Ojos"

Álbum do Ano
Paco de Lucía — Canción Andaluza
- Marc Anthony — 3.0
- Rubén Blades — Tangos
- Calle 13 — Multi Viral
- Camila — Elypse
- Lila Downs, Niña Pastori, Soledad — Raíz
- Jorge Drexler — Bailar en la Cueva
- Fonseca e a Orquestra Sinfônica Nacional da Colômbia — Sinfónico
- Jarabe de Palo — Somos
- Carlos Vives — Más Corazón Profundo

Canção do Ano
Descemer Bueno, Gente de Zona e Enrique Iglesias — "Bailando"
- Caetano Veloso — "A Bossa Nova É Foda"
- Yoel Henríquez e Julio Reyes Copello — "Cambio de Piel" (Marc Anthony)
- Manu Moreno e Aleks Syntek — "Corazones Invencibles"
- Andrés Castro e Carlos Vives — "Cuando Nos Volvamos a Encontrar" (Carlos Vives Part. Marc Anthony)
- Andrés Castro, Guianko Gómez, Juan Riveros e Prince Royce — "Darte un Beso" (Prince Royce)
- Mario Domm, Lauren Evans e Mónica Vélez — "Decidiste Dejarme" (Camila)
- Jesse & Joy — "Mi Tesoro"
- Calle 13 e Silvio Rodríguez — "Ojos Color Sol"
- Jorge Drexler e Ana Tijoux — "Universos Paralelos"

Melhor Artista Revelação
Mariana Vega
- Aneeka
- Linda Briceño
- Caloncho
- Julio César
- Pablo López
- Miranda
- Periko & Jessi León
- Daniela Spalla
- Juan Pablo Vega

### Pop
Melhor Álbum Vocal Pop Contemporâneo
Camila — Elypse
- Debi Nova — Soy
- Rosario — Rosario
- Santana — Corazón (Deluxe Version)
- Mariana Vega — Mi Burbuja

Melhor Álbum Pop Vocal Tradicional
Fonseca e a Orquestra Sinfônica Nacional da Colômbia — Sinfónico
- Andrea Bocelli — Amor En Portofino
- Linda Briceño — Tiempo
- Café Quijano — Orígenes: El Bolero Volumen 2
- Marco Antonio Solís — Gracias Por Estar Aqui

### Urbano
Melhor Performance Urbana
Enrique Iglesias Part. Descemer Bueno e Gente de Zona — "Bailando"
- J Balvin Part. Farruko — "6 AM"
- Calle 13 — "Adentro"
- Don Omar — "Pura Vida"
- Wisin — "Que Viva la Vida"

Melhor Álbum de Música Urbana
Calle 13 — Multi Viral
- Alexis & Fido — La Esencia
- J Balvin — La Familia
- Yandel — De Líder a Leyenda
- Daddy Yankee — King Daddy

Melhor Canção de Música Urbana
Descemer Bueno, Gente de Zona e Enrique Iglesias — "Bailando"
- Calle 13 — "Adentro"
- Calle 13 — "Cuando Los Pies Besan El Piso"
- J Balvin e Farruko — "6 AM"
- André Célis e Ana Tijoux — "Vengo"

### Rock
Melhor Álbum de Rock
Molotov — Agua Maldita
- Enrique Bunbury — Palosanto
- Doctor Krápula — Ama-Zonas
- Don Tetto — Don Tetto
- Luz Verde — El Final Del Mundo Vol. II: Nada Es Imposible

Melhor Álbum de Pop/Rock
Juanes — Loco de Amor
- Airbag — Libertad
- Elefantes — El Rinoceronte
- Jarabe de Palo — Somos
- Vega — Wolverines

Melhor Canção de Rock
Andrés Calamaro — "Cuando No Estás"
- Rubén Albarrán, Doctor Krápula, Roco Pachukote e Moyenei Valdez — "Ama-Zonas"
- Enrique Bunbury — "Despierta"
- Emmanuel Del Real e Juanes — "Mil Pedazos" (Juanes)
- Clemente Castillo, Charly Castro e Flip Tamez — "Sin Respuesta" (Jumbo)
- Jarabe de Palo — "Somos" (Jarabe De Palo Part. Gabylonia e Montse "La Duende")

### Alternativa
Melhor Álbum de Música Alternativa
Babasónicos — Romantisísmico
- Caloncho — Fruta
- Los Cafres — Los Cafres - 25 Años De Música!
- Siddhartha — El Vuelo Del Pez
- Sig Ragga — Aquelarre

Melhor Canção Alternativa
Calle 13 — "El Aguante"
- Gustavo Cortés e Sig Ragga — "Chaplin" (Sig Ragga)
- Jesús Báez Caballero e Siddhartha — "El Aire" (Siddhartha)
- Adrián Rodríguez e Diego Rodríguez — "La Lanza" (Babasónicos)
- Yayo González — "Vamos A Morir" (Paté de Fuá Part. Catalina García)

### Tropical
Melhor Álbum de Salsa
Marc Anthony — 3.0
- Maite Hontelé — Déjame Así
- Tito Nieves — Mis Mejores Recuerdos
- Aymee Nuviola — First Class To Havana
- Mario Ortiz All Star Band — 50 Aniversario

Melhor Álbum Cumbia/Vallenato
Jorge Celedón e Vários Artistas — Celedón Sin Fronteras 1
- Dubán Bayona & Jimmy Zambrano — Métete en el Viaje
- Diomedes Díaz e Álvaro López — La Vida del Artista
- Alejandro Palacio — La Voz del Ídolo
- Juan Piña — Cantándole a Mi Valle

Melhor Álbum de Música Tropical - Contemporâneo
Carlos Vives — Más Corazón Profundo
- Julio César — Todo Empieza Soñando
- Jorge Luis Chacín — El Color De Mi Locura...
- Palo! — Palo! Live
- Prince Royce — 'Soy el Mismo

Melhor Álbum de Música Tropical - Tradicional
La Sonora Santanera — Grandes Exitos de Las Sonoras: Con La Más Grande, La Sonora Santanera
- Alquimia La Sonora Del XXI — Sentimiento Anacobero
- Eliades Ochoa e El Cuarteto Patria — El Eliades Que Soy
- Pijuan e Los Baby Boomer Boys — Solo Pa' Los Jóvenes... de Corazón
- Viento de Agua — Opus IV

Melhor Canção Tropical
Andrés Castro e Carlos Vives — "Cuando Nos Volvamos a Encontrar" (Carlos Vives Part. Marc Anthony)
- Andrés Castro, Guianko Gómez, Juan Riveros e Prince Royce — "Darte un Beso" (Prince Royce)
- Descemer Bueno e Enrique Iglesias — "Loco" (Enrique Iglesias Part. Romeo Santos)
- Jorge Luis Chacin e Fernando Osorio — "Regalo" (Rey Ruiz)
- Johann Morales — "Te Doy Mi Voz" (Ronald Borjas)

### Cantor-Compositor
Melhor Álbum de Cantor/Compositor
Jorge Drexler — Bailar en la Cueva
- Ricardo Arjona — Viaje
- Andrés Calamaro — Bohemio
- Pablo Milanés — Renacimiento
- Rosana — 8 Lunas

### Música mexicana
Melhor Álbum Ranchero
Pepe Aguilar — Lástima Que Sean Ajenas
- Oscar Cruz — ¿Quien Dice Que No?
- Vicente Fernández — Mano a Mano Tangos a La Manera de Vicente Fernández
- Olivia Gorra — Bésame Mucho España
- Juan Montalvo — Mujeres Divinas

Melhor Álbum de Banda
Banda El Recodo De Don Cruz Lizarraga — Haciendo Historia
- Cristina — Grandes Canciones
- La Arrolladora Banda El Limón — Gracias Por Creer
- La Original Banda El Limón De Salvador Lizárraga — Fin De Semana'
- Luz María — Lágrimas y Lluvia

Melhor Álbum Tejano
Jimmy González & Grupo Mazz — Forever Mazz
- Chente Barrera — ¡Viva Tejano!
- Grupo Alamo — Seguimos Soñando
- Shelly Lares — De Mi Corazón
- Jay Pérez — Anthology Back In The Day

Melhor Álbum Norteño
Conjunto Primavera — Amor Amor
- El Poder Del Norte — XX Años
- Los Rieleros del Norte — En Tus Manos
- Pesado — Por Ti
- Polo Urias y Su Máquina Norteña — Clásicas De Ayer Y Siempre

Melhor Canção Regional Mexicana
Marco Antonio Solís — "De Mil Amores"
- José Luis Roma — "Amor Amor" (Conjunto Primavera)
- Mario Alberto Zapata — "Cuando Estás De Buenas" (Pesado)
- Paulina Aguirre e Alberto "Beto" Jiménez Maeda — "Mirando Hacia Arriba" (Mariachi Divas de Cindy Shea)
- Afid Ferrer — Tonto Corazón (Siggno)

### Instrumental
Melhor Álbum Instrumental
Arturo O'Farrill e a Orquestra de Jazz Afro-Cubana Chico O'Farrill — Final Night at Birdland
- Antonio Adolfo — O Piano de Antonio Adolfo
- Yamandu Costa — Continente
- Hamilton de Holanda — Caprichos
- Mónica Fuquen — Esferas de Creación

### Tradicional
Melhor Álbum Folclórico
Lila Downs, Niña Pastori e Soledad — Raíz
- Albita, Eva Ayllón e Olga Cerpa — Mujeres Con Cajones
- C4 Trío and Rafael "Pollo" Brito — De Repente
- Orozco - Barrientos — Tinto
- Totó la Momposina — El Asunto

Melhor Álbum de Tango
Rubén Blades — Tangos
- Carlos Franzetti — In The Key Of Tango
- Mónica Navarro — Calle[4]
- Tanghetto — Hybrid Tango II
- Marianela Villalobos — Amor y Tango

Melhor Álbum de Música Flamenca
Paco de Lucía — Canción Andaluza
- Juan Carmona — Alchemya'
- Enrique Morente — Morente
- Juan Pinilla e Fernando Valverde — Jugar Con Fuego
- Rosario La Tremendita — Fatum

### Jazz
Melhor Álbum de Jazz Latino
Chick Corea — The Vigil 

Paquito D'Rivera e Trio Corrente — Song For Maura
- Juan Garcia-Herreros — Normas
- Arturo O'Farril e a Orquestra Afro Latin Jazz  — The Offense Of The Drum
- Luisito Quintero — 3rd Element

### Cristã
Melhor Álbum Cristão (Espanhol)
Danilo Montero — La Carta Perfecta - En Vivo
- Amor Mercy — Desde Arriba Todo Se Ve Differente
- Lenny Salcedo — Nuevo
- Nirlon Sánchez — Es El Tiempo De Dios
- Marcos Vidal — Sigo Esperándote
- Marcos Witt — Sigues Siendo Dios
- Coalo Zamorano — Confesiones De Un Corazón Agradecido

Melhor Álbum Cristão (Português)
Aline Barros — Graça
- Anderson Freire — Anderson Freire E Amigos
- Jotta A — Geração De Jesus
- Soraya Moraes — Céu Na Terra
- Renascer Praise — Renascer Praise 18 - Canto De Sião

### Língua Portuguesa
Melhor Álbum Pop Contemporâneo Brasileiro
Ivete Sangalo — Multishow ao Vivo: Ivete Sangalo - 20 Anos
- Marília Bessy e Ney Matogrosso — Infernynho - Marília Bessy Convida Ney Matogrosso
- Ana Carolina — #AC
- Vanessa da Mata — Segue o Som
- Jota Quest — Funky Funky Boom Boom

Melhor Álbum de Rock Brasileiro
Erasmo Carlos — Gigante Gentil
- Charlie Brown Jr. — La Familia 013
- O Rappa — Nunca Tem Fim...
- Nando Reis e Os Infernais — Sei, Como Foi Em BH
- Titãs — Nheengatu

Melhor Álbum de Samba/Pagode
Maria Rita — Coração a Batucar
- Alcione — Eterna Alegria Ao Vivo
- Martinho da Vila — Enredo
- Paula Lima — O Samba É Do Bem
- Diogo Nogueira — Mais Amor

Melhor Álbum de MPB
Marisa Monte — Verdade, uma Ilusão
- Zeca Baleiro — Calma Aí, Coração - Ao Vivo
- Jeneci — De Graça
- Ivan Lins & InventaRio — InventaRio Encontra Ivan Lins
- Nana, Dori e Danilo — Caymmi

Melhor Álbum de Música Sertaneja
Sérgio Reis — Questão De Tempo
- Chitãozinho & Xororó — Do Tamanho Do Nosso Amor - Ao Vivo
- Paula Fernandes — Multishow Ao Vivo – Um Ser Amor
- Rick & Renner — Bom De Dança Vol. 2
- Victor & Leo — Viva Por Mim

Melhor Álbum de Raízes Brasileiras
Falamansa — Amigo Velho
- Caju & Castanha — Meu Deus Que País É Esse!
- Toninho Ferragutti e Neymar Dias — Festa Na Roça
- Tavinho Moura — Minhas Canções Inacabadas
- Quinteto Violado — Quinteto Canta Gonzagão
- Alceu Valença — Amigo Da Arte

Melhor Canção Brasileira
Caetano Veloso — "A Bossa Nova É Foda"
- Dori Caymmi e Paulo Cesar Pinheiro — "Alguma Voz" (Dori Caymmi)
- Zeca Baleiro e Hyldon — "Calma Aí, Coração"
- Maria Bethânia and Paulo César Pinheiro — "Carta De Amor"
- Vanessa da Mata — "Segue O Som"
- Paula Fernandes — "Um Ser Amor"
- Anitta, Jefferson Junior e Umberto Tavares — "Zen" (Anitta)

### Infantil
Melhor Álbum Infantil Latino
Marta Gómez e Amigos — Coloreando: Traditional Songs For Children In Spanish
- Mister G — ABC Fiesta
- Rita Rosa — Rumba Flora: La Historia De Uva Y Garbancito
- Thalía — Viva Kids Vol. 1
- Xuxa — XSPB 12

### Clássico
Melhor Álbum Clássico
Plácido Domingo — Verdi
- Facundo Ramírez — A Piazzolla A Ramírez
- Allison Brewster Franzetti — Alma - Piano Music Of Argentina
- José Serebrier — Dvorák: Symphony No. 2 - 3 Slavonic Dances
- Manuel Barrueco e a Orquestra Sinfónica de Tenerife — Medea
- National Symphony Orchestra of Costa Rica — Musica De Compositores Costarricenses Vol.1
- Berta Rojas — Salsa Roja

Melhor Composição Clássica Contemporânea
Claudia Montero — "Concierto Para Violín y Orquesta de Cuerdas"
- Gustavo Casenave — "Bicho Feeling Home Piano Solo"
- Arlene Sierra — "Moler"
- Yalil Guerra — "String Quartet No.2"
- Gabriela Ortiz — "¡Únicamente La Verdad!, La Auténtica Historia de Camelia La Texana"

### Arte de Capa
Melhor Arte de Capa
Wed 21  — Alejandro Ros (Juana Molina)
- Alfredo Enciso  — Activistas (Nonpalidece)
- Rafael Rocha  — Antes Que Tu Conte Outra (Apanhador Só)
- Giovanni Nésterez  — Combi (Lucho Quequezana)
- Laura Varsky  — Ocho(Marco Sanguinetti)

### Produção
Melhor Álbum de Engenharia
Juber Anbín, Johnnatan García, Rodner Padilla, Eduardo Pulgar, Vladimir Quintero Mora, Jean Sánchez, Alexander Vanlawren, Germán Landaeta, Darío Peñaloza e Germán Landaeta — De Repente (C4 Trío and Rafael "Pollo" Brito)
- Facundo Rodríguez — Miss Delirios (Sandra Márquez)
- Javier Limón, Salomé Limón, Marian G. Villota e Caco Refojo — Promesas De Tierra
- Roger Freret, Claudio Spiewak e Felipe Tichauer — Rio, Choro, Jazz... (Antonio Adolfo)
- Juan Switalski — 21st Century Lyrical Clarinet Concertos (Eleanor Weingartner)

Produtor do Ano
Sergio George
- Rafa Arcaute
- Eduardo Cabra
- Andrés Castro
- Moreno Veloso

### Vídeo musical
Melhor Vídeo Musical - Versão Curta
La Vida Bohème — "Flamingo"
- Babasónicos — "La Lanza"
- Calle 13 — "Adentro"
- Nach — "Me Llaman"
- Zoé — "Arrullo De Estrellas"

Melhor Vídeo Musical - Versão Longa
Café Tacuba — El Objeto Antes Llamado Disco, La Película
- Jesse & Joy — Soltando al Perro
- Santana — Corazón: Live From Mexico - Live It To Believe It
- Vários Artistas — Música En Tiempos
- Vários Artistas — Triana Pura y Pura

## Prêmios de Mérito Especiais
A seguir está uma lista de prêmios de mérito especial.
Prêmio Excelência Musical
- Willy Chirino
- Los Lobos
- Valeria Lynch
- César Costa
- Carlos do Carmo
- Dúo Dinámico
- Ney Matogrosso

Prêmio do Conselho Diretivo
- André Midani
- Juan Vicente Torrealba

## Performances
- Introdução — "Latin Grammy 2014"
- Calle 13 — "El Aguante"
- Ricky Martin e Camila — "Perdón"
- J Balvin — "Ay Vamos"
- Pepe Aguilar Part. Miguel Bosé — "La Ley del Monte / Siempre En Mi Mente"
- Mariana Vega, Pablo López e Aneeka — "De Tú Voz / VI / Ojo Por Ojo"
- Carlos Vives Part. ChocQuibTown e Marc Anthony — "El Mar de Sus Ojos / Cuando Nos Volvamos a Encontrar"
- Wisin, Pitbull e Chris Brown — "Control"
- Rubén Blades — "Pedro Navaja"
- Yandel, Gadiel e Farruko — "Plakito"
- Juanes — "Me Enamora / La Camisa Negra / La Luz"
- Magic! Part. Marc Anthony — "Rude"
- Ricky Martin — "Adiós"
- Pitbull e Carlos Santana — "Oye Como Va"
- La Original Banda El Limón e Río Roma — "Fin De Semana / No Me Dolió"